# Georg Christian Franz Kübel

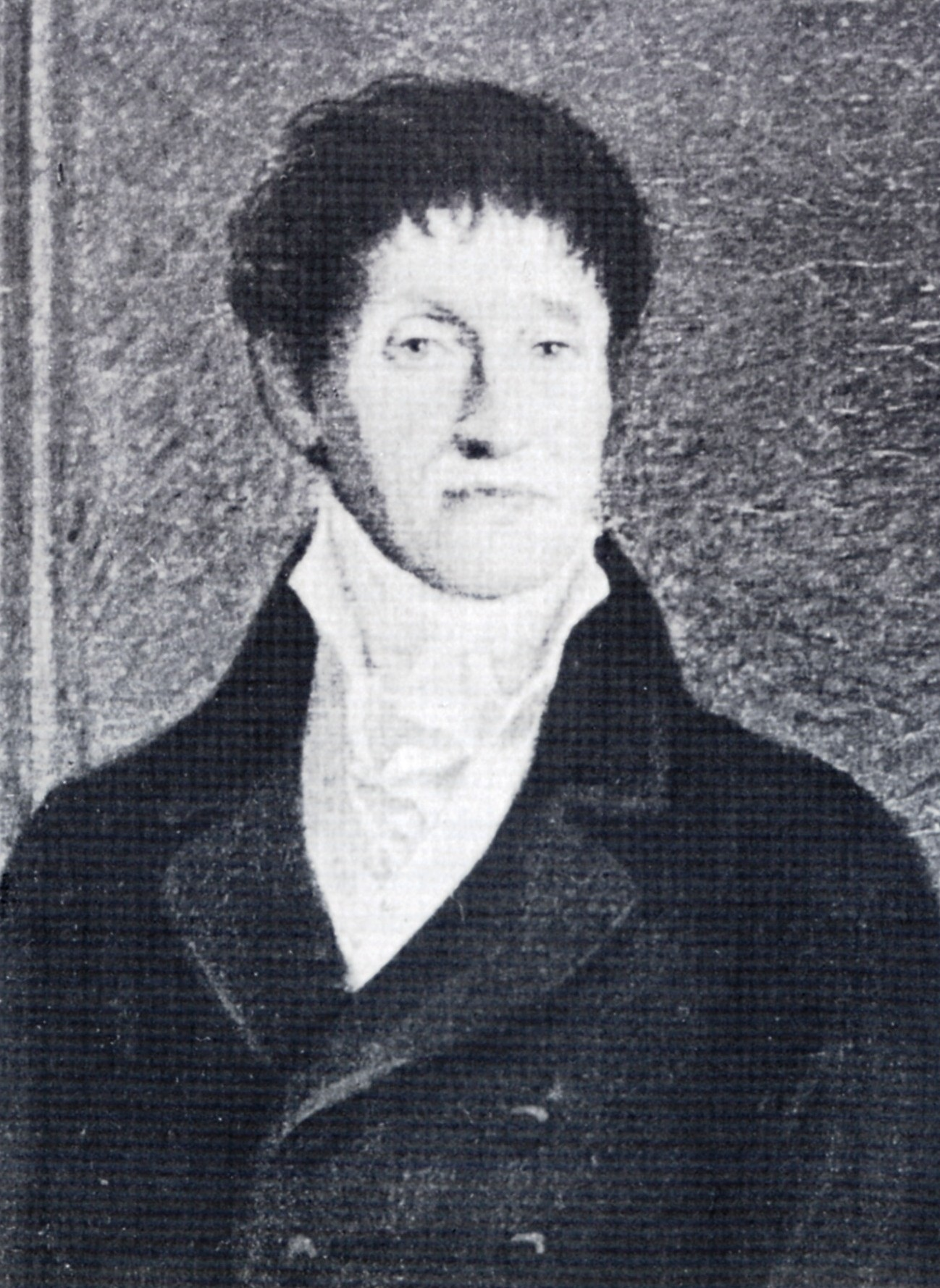
Bürgermeister G. C. F. Kübel

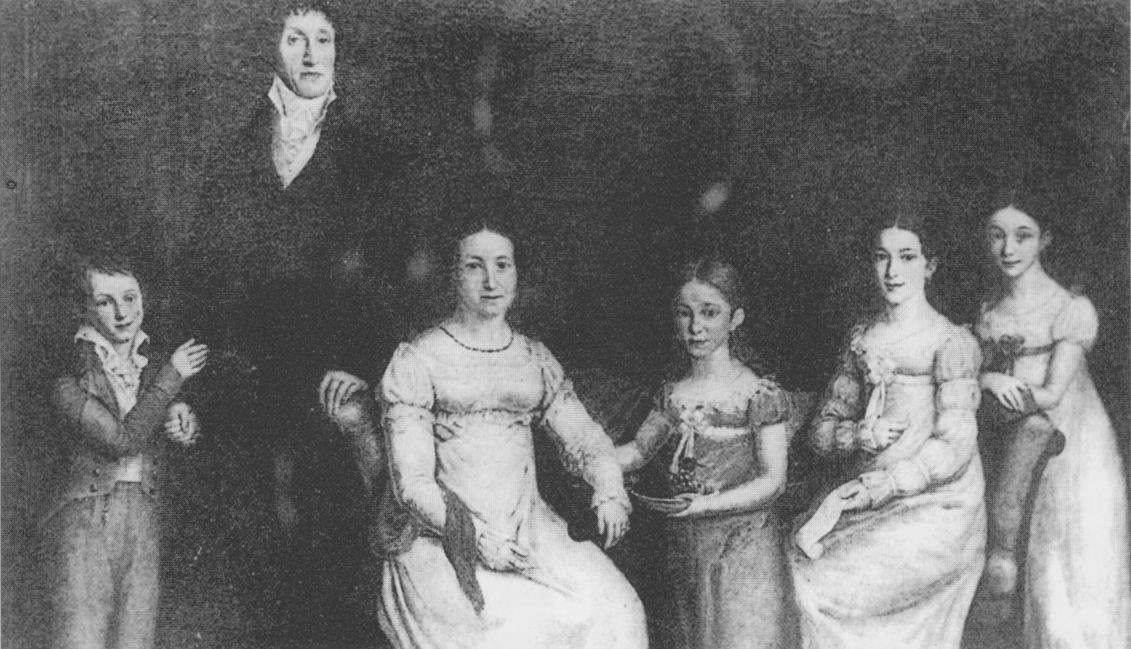
Kübel mit seiner Familie

Georg Christian Franz Kübel (* 6. April 1757 in Heilbronn; † 30. September 1834 ebenda) war von 1803 bis 1819 Bürgermeister von Heilbronn sowie von 1815 bis 1817 Abgeordneter der württembergischen Ständeversammlungen.

## Leben
Sein Vater war der zweite Archivar im Heilbronner Archiv, Heinrich Franz Ludwig Kübel (1714–1801). Nach seinem Jurastudium arbeitete er seit 1778 als Kanzleiadvocat. Der Rat zu Heilbronn ernannte ihn am 20. März 1783 zum alleinigen archivarus mit einem Gehalt von 250 Gulden im Jahr. Im Jahre 1800 rückte er in den Rat. Als Heilbronn am 25. Februar 1803 mit dem Reichsdeputationshauptschluss dem Herzogtum Württemberg eingegliedert wurde und eine neue Stadtverfassung bekam, bestellte der spätere König von Württemberg das neue Stadtparlament, wobei Kübel der erste Bürgermeister von 1803 bis 1819 wurde. Kübel wurde außerdem 1815 bis 1817 als Abgeordneter in die Ständeversammlungen entsandt.
In Kübels gesamter Amtszeit hatte der Oberamtmann des nach 1803 im ehemaligen Syndikatsgebäude der Stadt errichteten Oberamts Heilbronn den Vorsitz über das Stadtgericht und die Hoheit über den Rat.
Kübel war mit Johanna Margarethe Barbara geb. Arnold verheiratet und hatte drei Töchter und einen Sohn.

## Werke
Kübel schrieb nach seinem Ausscheiden als Bürgermeister verschiedene Werke, darunter:
- Topographie, Statistik und Geschichte der Stadt Heilbronn